# M96 (galaxie)
Pour les articles homonymes, voir M96.
M96 (NGC 3368) est une galaxie spirale barrée relativement rapprochée et située dans la constellation du Lion. M96 a été découverte par l'astronome français Pierre Méchain le 20 mars 1781. Charles Messier a observé cette galaxie quatre jours plus tard, le 24 mars 1781, et il l'a inscrite à son catalogue.

## Caractéristiques
La classe de luminosité de M96 est I-II et elle présente une large raie HI. C'est une galaxie LINER, c'est-à-dire une galaxie dont le noyau présente un spectre d'émission caractérisé par de larges raies d'atomes faiblement ionisés. Enfin, M96 est une galaxie active de type Seyfert. M96 est une galaxie active de type Seyfert. Une étude parue en 2002 indique qu'il s'agit du type Seyfert 1.

### Distance
Sa vitesse par rapport au fond diffus cosmologique est de 1 237 ± 24 km/s, ce qui correspond à une distance de Hubble de 18,24 ± 1,33 Mpc (∼59,5 millions d'al).
À ce jour, 71 mesures non basées sur le décalage vers le rouge (redshift) donnent une distance de 10,847 ± 1,492 Mpc (∼35,4 millions d'al), ce qui est à l'extérieur des valeurs de la distance de Hubble. Puisque cette galaxie est relativement rapprochée du Groupe local, il est probable que cette valeur soit plus près de la distance réelle de NGC 3368. Notons que c'est avec la valeur moyenne des mesures indépendantes, lorsqu'elles existent, que la base de données NASA/IPAC calcule le diamètre d'une galaxie.

### Luminosité dans l'infrarouge
La luminosité de la galaxie M96 (NGC 3368) dans l'infrarouge lointain (de 40 à 400 µm)  est égale à 4,07 × 109 {\displaystyle L_{\odot }} (109,61{\displaystyle L_{\odot }}) et sa luminosité totale dans l'infrarouge (de 8 à 1 000 µm) est de 4,68 × 109 {\displaystyle L_{\odot }} (109,67{\displaystyle L_{\odot }}).

## Morphologie
M96 (NGC 3368) a été utilisée par Gérard de Vaucouleurs comme une galaxie de type morphologique (R)SAB(rs)ab dans son atlas des galaxies,.
Les photos prises par le télescope spatial Hubble et par le VLT montrent la présence d'une courte barre au centre de la galaxie et la présence de deux bras spiraux, mais la base de données NASA/IPAC la classifie comme une spirale intermédiaire. Toutes les autres sources consultées classent M96 comme une spirale barrée.
Avec une valeur de 12,5 Mpc (basée sur le décalage vers le rouge) comme distance et une dimension apparente de 7,8′, la plus grande dimension de M96 dépasse les 90 000 années-lumière, presque la même taille que la Voie lactée. M96 est une galaxie très asymétrique avec des régions de poussière et de gaz réparties très inégalement dans ses bras. De plus, son noyau n'est pas situé exactement au centre de la galaxie. Ses bras sont aussi asymétriques. On pense qu'ils ont subi l'influence gravitationnelle des autres galaxies du groupe de M96.

## Une galaxie lointaine
La galaxie vue par la tranche par la tranche au travers de M96, à environ 10 heures sur l'image provenant du relevé PanSTARRS et sur l'image captée par le Very Large Telescope de l'Observatoire européen austral, est 2MFGC 08391. Cette galaxie est à 245 ± 17 Mpc (∼799 millions d'al) de la Voie lactée, soit presque vingt fois plus éloignée que M96.

## Trou noir supermassif
Le noyau de M96 présente une activité de type LINER. Une étude sur la variation d'intensité du rayonnement ultraviolet émis par la bulbe de M96 suggère la présence d'un trou noir supermassif en son centre. La détermination de la masse de ce trou noir présente cependant une grande incertitude avec des valeurs allant de 15 à 48 millions de {\displaystyle M_{\odot }}.
Selon une étude publiée en 2009 et basée sur la vitesse interne de la galaxie mesurée par le télescope spatial Hubble, la masse du trou noir supermassif au centre de M96 serait comprise entre 15 et 48 millions de {\displaystyle M_{\odot }}.
Une autre étude publiée en 2006 et basée sur les mesures de luminosité de la bande K de l'infrarouge proche du bulbe de M96, on obtient une valeur de 107,5 {\displaystyle M_{\odot }} (32 millions de masses solaires) pour le trou noir supermassif qui s'y trouve.

## Supernova SN 1998bu
Une supernova thermonucléaire (type Ia) a été découverte le 9 mai 1998 dans M96,.
L'intensité maximale dans la bande B de la supernova a été atteinte le 21 mai. Les observations dans le domaine du proche infrarouge ont montré directement la présence des radiations de la désintégration radioactive du 56Co et du 56Fe. Les émissions observées dans l'infrarouge du Fe II ont montré que l'explosion avait éjecté une masse de fer équivalent à 0,4 masse solaire.
Étant donné la proximité de cette galaxie et les nombreuses mesures de sa distance par diverses méthodes, l'étude de cette supernova a aussi servi à déterminer à l'époque un intervalle de valeurs de la constante de Hubble. L'étude mentionne un intervalle allant de 58 à 72 km/s/Mpc. Cette constante n'est toujours pas déterminée avec une grande précision. Dans le calcul des distances basées sur le décalage vers le rouge, on emploie souvent une valeur de 70 ± 5 km/s/Mpc. La section Mesure de la constante de Hubble de l'article Constante de Hubble présente un historique intéressant des mesures de cette constante.

## Le groupe de M96

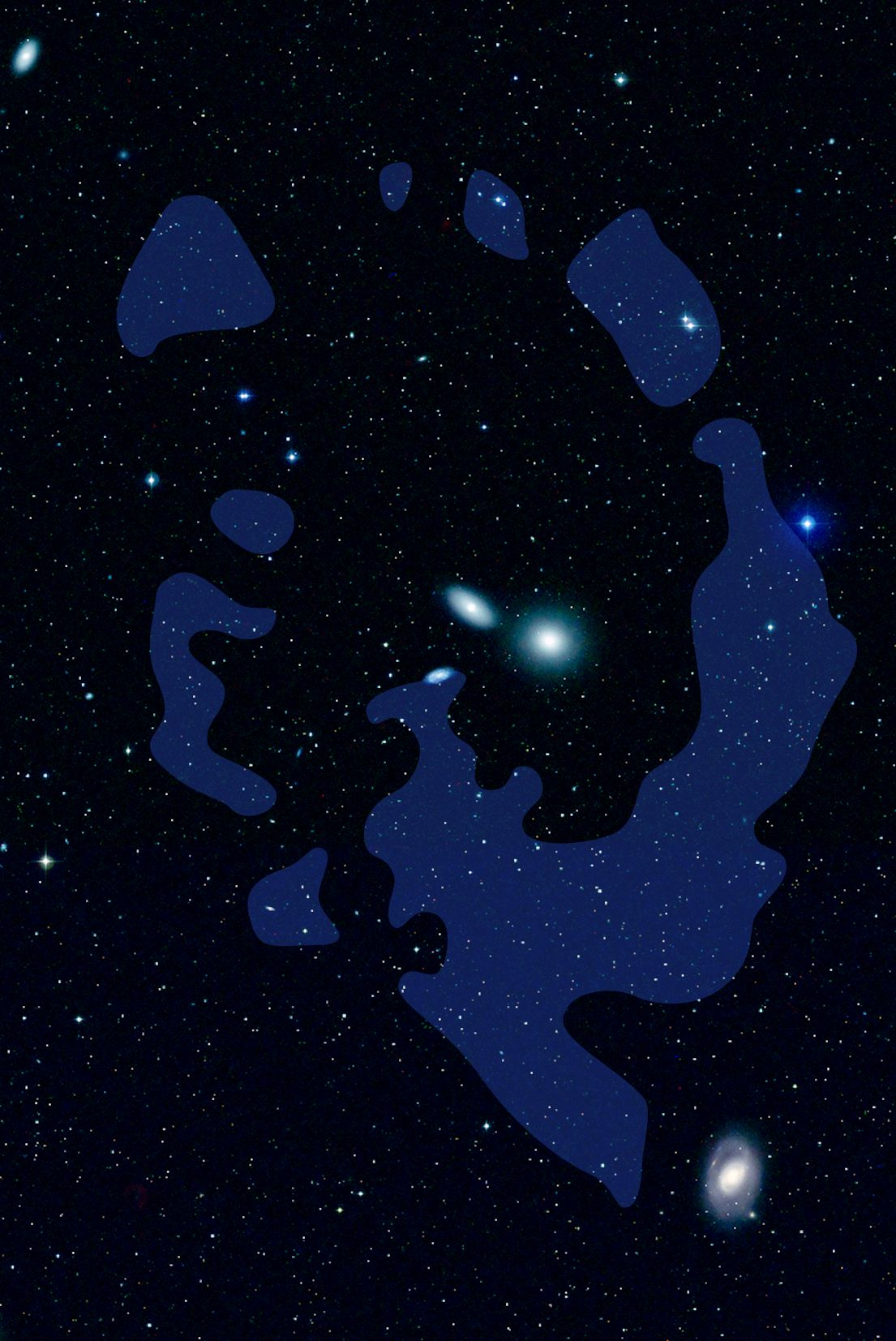
L'anneau du Lion autour de M105 et NGC 3384. Un pont de gaz relie l'anneau à M96, la galaxie en bas et à droite de l'image.

La galaxie M96 est la galaxie la plus brillante d'un groupe de galaxies qui porte son nom. Le groupe de M96 (NGC 3368), aussi appelé par certains groupe du Lion I, contient au moins 12 galaxies dont NGC 3299, M95 (NGC 3351), NGC 3377, M105 (NGC 3379), NGC 3384, NGC 3412 et NGC 3489. Le groupe de M96 est en réalité l'un des deux sous-groupes du groupe du Lion I. L'autre sous-groupe est le triplet du Lion constitué des galaxies M65 (NGC 3623), M66 (NGC 3627) et NGC 3628. Le groupe du Lion I est l'un des nombreux groupes du superamas de la Vierge.

## L'anneau du Lion
L'anneau du Lion es un immense nuage gazeux intergalactique d'hydrogène et d'hélium en orbite autour de deux galaxies, M105 et NGC 3384. L'anneau a été découvert en 1983 par des radioastronomes. La taille de cet anneau est d'environ 650 000 années-lumière.
En se basant sur des observations faites par GALEX dans le domaine de l'ultraviolet, les astronomes ont émis l'hypothèse que l'anneau était constitué de gaz primordial en train de former une galaxie. En 2010, on a cependant déterminé que ce gaz n'était pas d'origine primordial, mais qu'il venait plutôt d'une collision entre M96 et NGC 3384. Cette collision se serait produite il y a plus d'un milliard d'années.

## Galerie

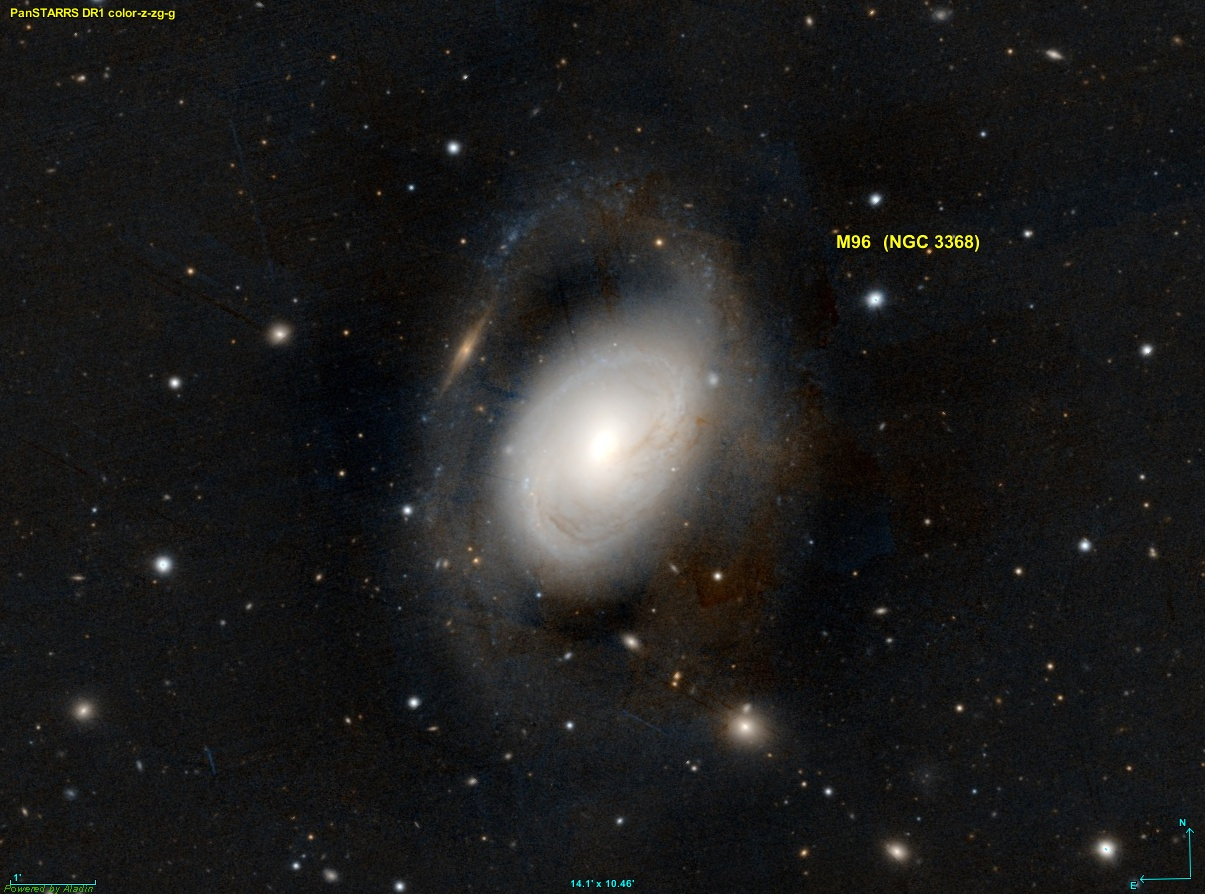
M96 dans le visible par le programme Pan-STARRS.
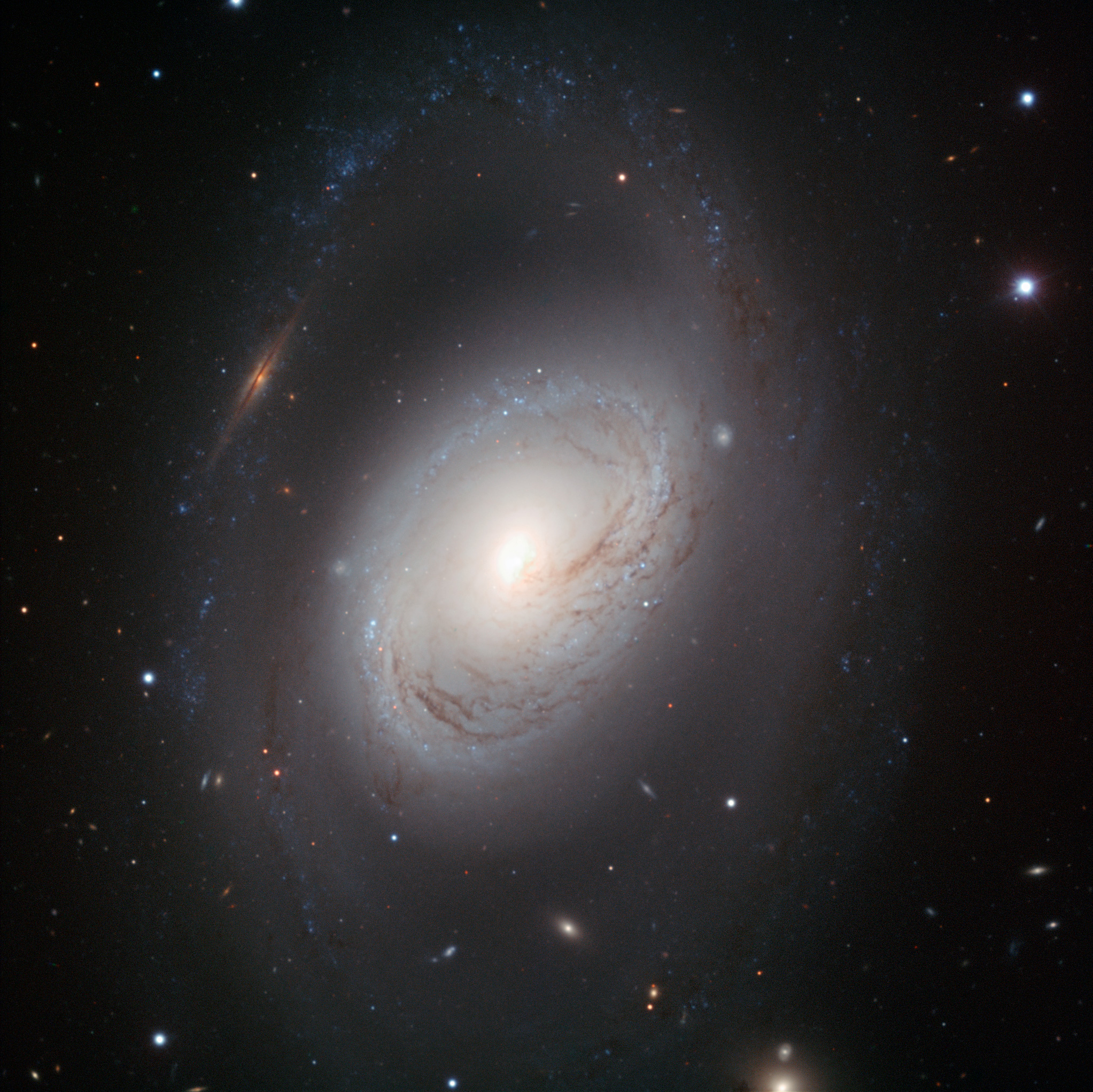
Image de M96 captée par le Very Large Telescope de l'Observatoire européen austral.
M96 par le télescope spatial Hubble.
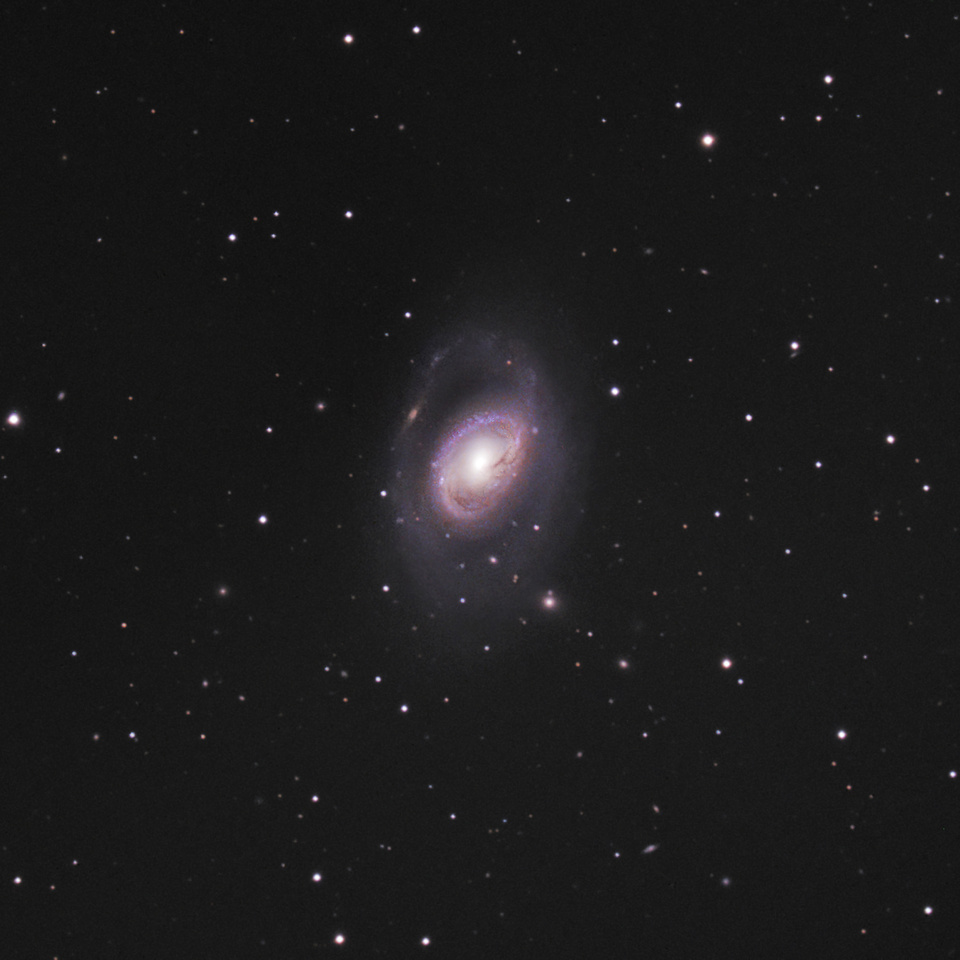
Photographie de M96 dans un télescope amateur.
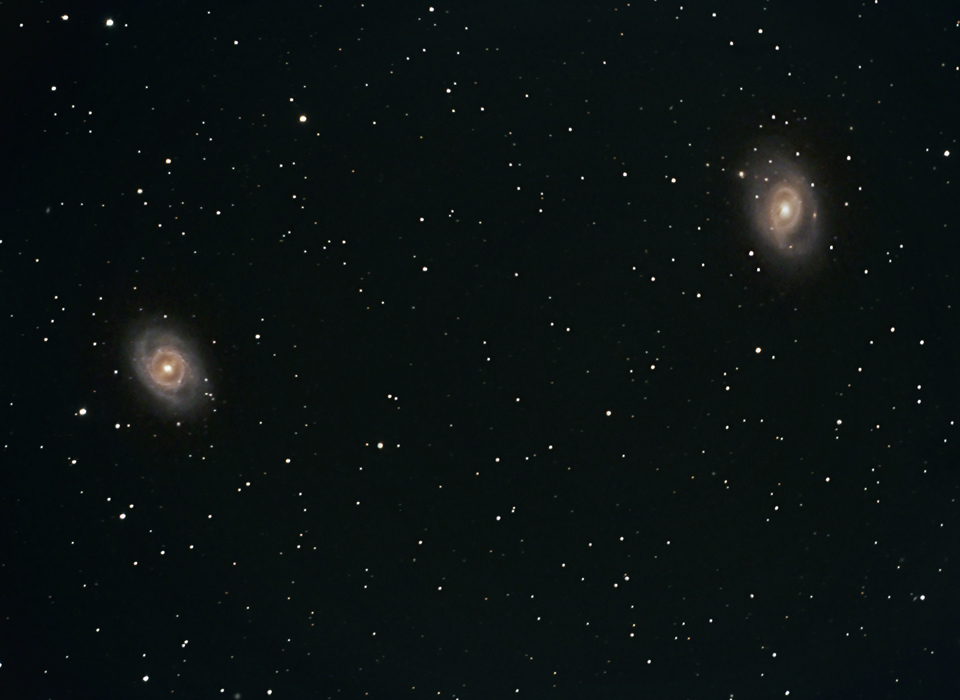
M95 (gauche) en compagnie de M96.